# Superfuzz Bigmuff
Az 1988-as Superfuzz Bigmuff a Mudhoney debütáló középlemeze. A címét az együttes két kedvenc gitár effektpadjáról kapta: a Univox Super-Fuzz-ról és az Electro-Harmonix Big Muff-ról, amelyek lehetővé tették az együttes egyedi, "piszkos" hangzását. A borítókép Charles Peterson fényképe, amely Mark Arm frontembert és Steve Turner gitárost ábrázolja.
Megjelenésekor nagyon rosszul teljesített, eladása még a Sub Pop kiadványok közt is alacsony volt. 2008 közepén azonban a 25. helyig jutott a UK Indie Album Chart-on, húsz évvel a megjelenése után. Szerepel az 1001 lemez, amit hallanod kell, mielőtt meghalsz című könyvben.

## Az album dalai
|    | Cím                 | Szerző(k) | Hossz |
| -- | ------------------- | --------- | ----- |
| 1. | Touch Me, I'm Sick  | Mudhoney  | 2:23  |
| 2. | Chain That Door     | Mudhoney  | 1:51  |
| 3. | Mudride             | Mudhoney  | 5:43  |
| 4. | No One Has          | Mudhoney  | 3:26  |
| 5. | If I Think          | Mudhoney  | 3:37  |
| 6. | In 'N' Out of Grace | Mudhoney  | 5:28  |

## Közreműködők
- Mark Arm – gitár, ének
- Steve Turner – gitár, ének
- Matt Lukin – basszusgitár, ének
- Dan Peters – dob, ének
- Jack Endino – hangmérnök

## Fordítás
Ez a szócikk részben vagy egészben a Superfuzz Bigmuff című angol Wikipédia-szócikk ezen változatának fordításán alapul.  Az eredeti cikk szerkesztőit annak laptörténete sorolja fel. Ez a jelzés csupán a megfogalmazás eredetét és a szerzői jogokat jelzi, nem szolgál a cikkben szereplő információk forrásmegjelöléseként.